# 第一代莫因男爵沃爾特·吉尼斯

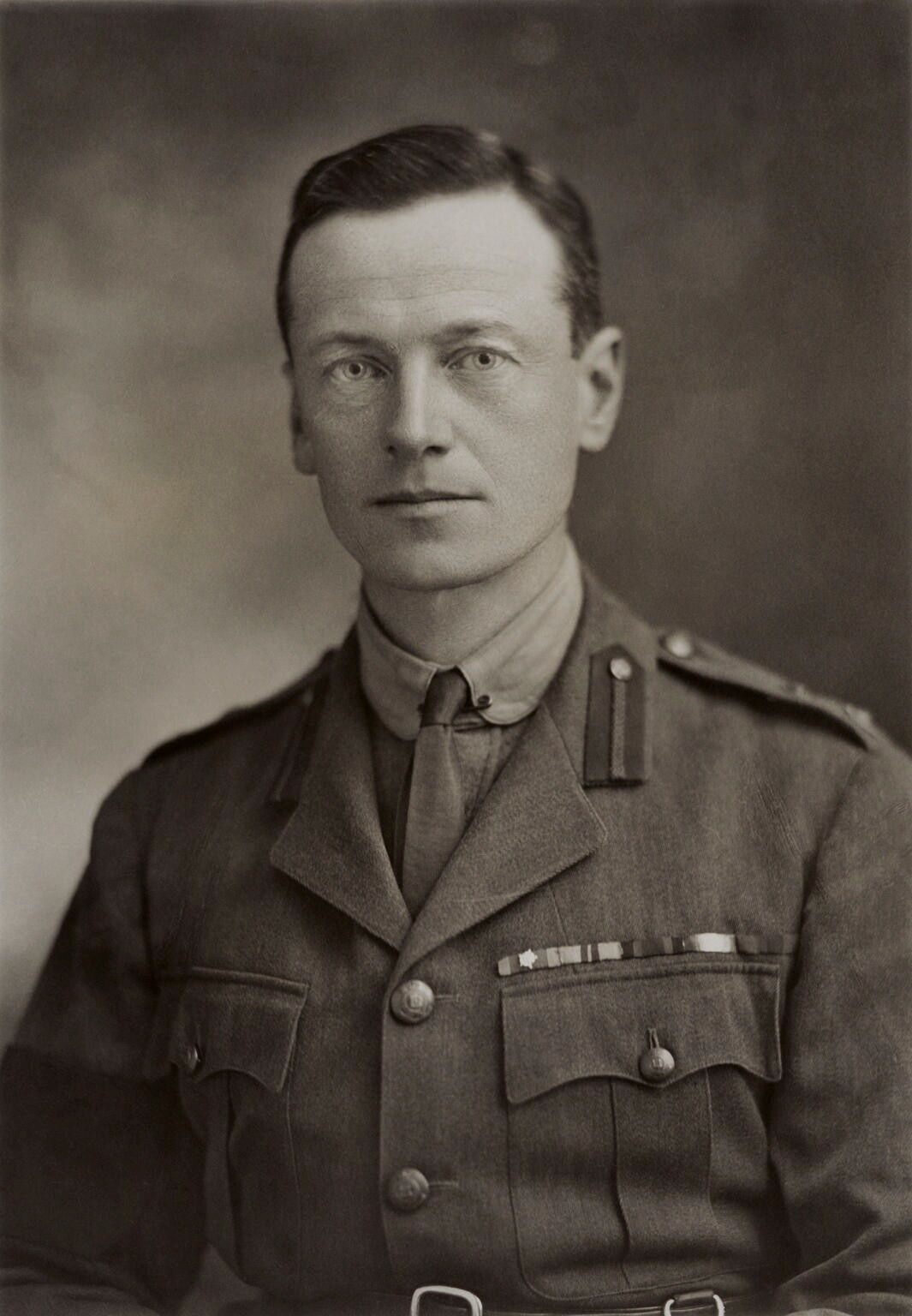
第一代莫因男爵沃尔特·爱德华·吉尼斯

第一代莫因男爵沃尔特·爱德华·吉尼斯（英語：Walter Edward Guinness, 1st Baron Moyne，1880年3月29日—1944年11月6日），鲍德温内阁成员，英国殖民地事務大臣、中东事务大臣。1944年11月6日，在开罗街头的官邸门口遭到莱希两名枪手的伏击，当场身亡。